# Gammel-Bodtjärnen (Bräcke socken, Jämtland)
Gammel-Bodtjärnen är en sjö i Bräcke kommun i Jämtland och ingår i Ljungans huvudavrinningsområde.